# La Présentation au Temple (Vouet)
Pour les articles homonymes, voir Présentation au Temple.
La Présentation au Temple est une œuvre du peintre Simon Vouet, réalisée vers 1640-1641 et conservée au musée du Louvre.

## Description
À son retour de Rome, Simon Vouet devient peintre de la cour de Louis XIII. Le cardinal de Richelieu offre ce tableau en 1641 aux Jésuites de Paris pour l'église Saint-Louis de la maison professe des Jésuites, rue Saint-Antoine.
La Présentation de Jésus au Temple est une cérémonie qui suit celle de la Circoncision, au cours de laquelle l'Enfant a reçu le nom de Jésus, d'où est tiré celui de Jésuite. La présentation a lieu au Temple de Jérusalem où tous les nouveau-nés de sexe masculin doivent être amenés. Ici, Vouet a représenté le Temple avec une colonnade semblable à celles qu'il avait sans doute admirées lors de son séjour à Rome.
Le personnage qui remet l'Enfant à Marie est Syméon, qui venait de le bénir et de prophétiser son destin à ses parents. Des témoins de la scène, dont 2 anges suspendus au-dessus de la scène, les entourent. Une ligne de fuite descendante croise la colonne centrale directement au niveau de l'Enfant, dont la position dans le tableau est ainsi soulignée.
La partie supérieure du retable, L'Apothéose de saint Louis, est conservée au musée des beaux-arts de Rouen.